# I Campeonato Nacional Abierto de México
El I Campeonato Nacional Abierto de México 1964 fue una competición de bádminton que se celebró en noviembre de 1964 en la Ciudad de México.
En esta competición participaron jugadores de bádminton de Tailandia, Jamaica, los Estados Unidos y México.
En la categoría varonil de singles, los semi-finalistas fueron: Channarong Ratanaseangsuang de Tailandia, Don Paup de los Estados Unidos, Bill W Berry también de los Estados Unidos y Antonio Rangel, quién fue el único jugador de bádminton mexicano que pasó a semifinales, tras haber derrotado al jugador clasificado como el número 5 de los Estados Unidos Michael Hartgrove (12-15, 15-14 y 15-1). Por su parte, Channarong Ratanaseangsuang había vencido 15-3 y 15-5 al mexicano Gustavo Hernández, Don Paup hizo lo propio con Oscar Luján 15-6 y 18-15, mientras que Bill W Berry eliminó al tailandés Pichai Loaharanu 15-4 y 15-6.
En las semifinales del evento de singles femenil, Pat Gallagher de los Estados Unidos derrotó a la mexicana Lupe Díaz de Bonilla, mientras que la norteamericana Judy Adamos eliminó a la mexicana Lucero Soto.
En el dobles varonil, las parejas semi-finalistas fueron: Channarong Ratanaseangsuang - Pichai Loaharanu, Don Paup - Mike Hartgrove, Bill W Berry - Manuel Ordorica y Raúl Rangel - Antonio Rangel.
En cuanto a la categoría de mixtos, los cuatro equipos semi-finalistas fueron: Channarong Ratanaseangsuang - Judy Adamos, Don Paup - Pat Gallagher, Antonio Rangel - Carolina Allier y Peter Pichai Loaharanu - Ernestina Rivera.

## Finalistas
| I Campeonato Nacional Abierto de México 1964 |                                                |                             |       |       |       |
| Categoría                                    | Ganador                                        | Finalista                   | Set 1 | Set 2 | Set 3 |
| Singles varonil                              | Channarong Ratanaseangsuang                    | Don Paup                    |       |       |       |
| Singles femenil                              | Pat Gallagher                                  | Judy Adamos                 | 12-10 | 11-8  |       |
| Dobles varonil                               | Channarong Ratanaseangsuang - Pichai Loaharanu |                             |       |       |       |
| Dobles femenil                               | Carolina Allier - Lucero Soto                  | Pat Gallagher - Judy Adamos | 6-15  | 15-6  | 15-8  |
| Mixtos                                       | Channarong Ratanaseangsuang - Judy Adamos      |                             |       |       |       |